# قلعة بنجي
قلعة بنجي (الأرمينية: Բջնի Բերդ) هي قلعة أرمنية من القرون الوسطى تقع في قرية بنجي في مقاطعة كوتايك في أرمينيا. تقع القلعة على قمة هضبة تقسم القرية إلى نصفين تقريبًا. يقع الجزء الأكبر منها غرب الهضبة والمنحنيات جنوبًا ، بينما الجزء الأصغر يقع في الشرق. لا يمكن رؤية جدران القلعة إلا من الجانب الغربي للقرية، ويمكن الوصول إليها بسهولة عبر طريق ترابي ضيق يتفرع (من التقاطع الأيسر) ويصعد جانب التل مرورًا ببعض المساكن. قلعة بنجي على ارتفاع 1504 متر (4934 قدم) فوق مستوى سطح البحر.

## تاريخها
تم بناء قلعة بنجي في القرنين التاسع والعاشر من قبل عائلة بهلافوني الملكية من سلالة باجراتوني. أعاد قائد بنجي i، اللورد (البهلوي) بناء القلعة. كتب المؤرخ الأرمني ماتيوس أورهاي تسي من القرن الثاني عشر في الجزء الأول من "السجل" الذي يغطي أواخر القرن العاشر إلى أوائل القرن الحادي عشر ، عن غزوات الجنود الأتراك المرتزقة من الديلم في بجني عام 1021 الذين ذهبوا لمداهمة ونهب القرى والبلدات.
في هذه الفترة جمع حاكم ديلوك ديلم القوات وجاء بشكل غير متوقع ووصل إلى منطقة نيج الأرمنية ، بالقرب من معقل بنجي. كان فاساك ، القائد العام للأرمن ، مع ابنه الحبيب غريغوري ومع غيره من النبلاء اللامعين ، يفرحون في قلعته. نظر فاساك إلى الطريق الحجري ، وها هو رجل قادم مسرعًا في الطريق سيرًا على الأقدام. فلما رآه فساك قال: "هذا الرجل يحمل أخبارًا سيئة". وصل الرجل إلى بوابات قلعة بنجي ، وأثار صرخة غضب ، وقال: "لقد تم استعباد منطقة نيج بأكملها!"
استشاط فاساك ورجاله غضبًا وطردوا قوات العدو في معركة بالقرب من نهر الكازاخ ، مما أسفر عن مقتل 300 منهم وتسبب في فرار البقية. بعد أن استنفد من القتال ، غادرفاساك المعركة لإيجاد مكان للراحة في جبل يسمىسيروفوكي . ورأى أحد القرويين الذين فروا من مكان الحادث القائد نائما وضربة بضربة قوية. ثم ألقى فاسك من إحدى الصخور العالية فقتله.
خلال الأعوام من 1387 إلى 1388 دمر الفاتح التركي المغولي تيمور لينك قرية بنجي  وعلى الأرجح القلعة أيضًا. في المخطوطات التي كتبها توماس ميتسوف من أواخر القرن الرابع عشر إلى منتصف القرن الخامس عشر ، ترك سردًا غزوات تيمور قائلاً:
بعد ذلك جاء [تيمور] إلى بلاد أراراتيا وكربي وبلد كوتايك. حاصر قلعة بجني ، وأخذها وقتل أسقف الأرض ، السيد فان كان ، الذي كان رجلاً حكيمًا وعلمًا ورحيمًا ورحيمًا لجميع الفقراء. علاوة على ذلك ، عذبوا جميع المؤمنين بالجوع ، بالسيف ، والاستعباد ، وبتعذيب لا يطاق وسلوك وحشي جعلوا المنطقة الأكثر اكتظاظًا بالسكان في أرمينيا غير مأهولة بالسكان. استشهد كثير من الناس واستحقوا التاج. [هم] معروفون فقط لمن قبلهم ، المسيح إلهنا. وتوجههم يوم ثواب قطيع الصالحين. آمين.

## موقعها
نجت أجزاء من جدران التحصين الخارجية في بنجي وتتبع جوانب ميسا. في الهضبة ، هناك أقسام من الأسوار التي لا تزال في حالة سيئة نسبيًا. يشار إلى آثار المكان الذي كانت عليه أسس الهياكل ذات يوم من خلال المنخفضات في الأرض في مناطق مختلفة. هناك أيضًا الأساس الحجري لكنيسة القرن الخامس ، وهي عبارة عن هيكل من العصور الوسطى لا يزال قائمًا جزئيًا (يتم إعادة بنائه حاليًا اعتبارًا من عام 2009) ، وخزان واحد به بقايا قبو سليم ، وممر مغطى أدى إلى النهر في حالة وقوع حصار ، فقد نجت أجزاء من جدران التحصين الخارجية في بنجي وتتبع جوانب ميسا. في الهضبة ، هناك أقسام من الأسوار التي لا تزال في حالة سيئة نسبيًا. يشار إلى آثار المكان الذي كانت عليه أسس الهياكل ذات يوم من خلال المنخفضات في الأرض في مناطق مختلفة. هناك أيضًا الأساس الحجري لكنيسة القرن الخامس ، وهي عبارة عن هيكل من العصور الوسطى لا يزال قائمًا جزئيًا (يتم إعادة بنائه حاليًا اعتبارًا من عام 2009) ، وخزان واحد به بقايا قبو سليم ، وممر مغطى أدى إلى النهر في حالة الحصار.

## انظر ايضا
بنجي ، أرمينيا

## وصلات خارجية
- ويكيميديا كومنز لديها وسائل الإعلام المتعلقة بقلعة بنجي
- قلعة بجني
- حول قلعة بنجي